# 王凝
王 凝（おう ぎょう、821年 - 878年）は、唐代の官僚。字は致平、または成庶。本貫は太原府晋陽県。

## 経歴
衡州刺史の王衆仲の子として生まれた。河東県令の王重（王翊の子で、王正雅の従弟）の孫にあたる。幼くして父を失い、母の兄弟の鄭粛に養育された。15歳で両経に及第した。『京城六崗銘』を著して、文士に称賛された。さらに進士甲科に及第した。崔璪が塩鉄使となると、王凝は召し出されて巡官をつとめた。梓潼・宣歙使の幕下で補佐役を歴任した。宰相の崔亀の推薦により鄠県県尉・集賢殿校理となった。監察御史に転じ、殿中侍御史に進んだ。宰相の崔鉉が揚州に出向すると、王凝はその下で節度副使となった。入朝して起居郎となり、礼部員外郎・兵部員外郎・考功員外郎を歴任した。司封郎中・長安県令に転じた。御史中丞の鄭処誨の推薦により、考功郎中に転じ、中書舎人となった。ときの政権と合わず、同州刺史として出された。年の暮れ、病のため華州敷水の別荘に移った。翌年、礼部侍郎として召還された。
王凝は性格が確固として正直であり、科挙により人士を取り、身分の低い者から俊英を抜擢した。権貴の請託を行わず、その怒りを買って、商州刺史に出された。翌年、検校右散騎常侍・潭州刺史・湖南都団練観察使となった。入朝して兵部侍郎となり、塩鉄転運使を領知した。乾符2年（875年）、僖宗の近臣の意に沿わず、秘書監に転じた。河南尹・検校礼部尚書として出向した。乾符4年（877年）、宣州刺史・宣歙観察使に転じた。
乾符5年（878年）、黄巣が和州を包囲したことから、王凝は牙将の樊儔に軍を率いさせて采石に拠らせ、和州を救援させた。樊儔が軍令を犯したため、王凝は樊儔を斬って、別将の烏穎に命じて樊儔の代わりに和州救援に赴かせ、歴陽の包囲を解かせた。反乱軍は怒って、兵を率いて宣城を攻撃しようとした。大将の王涓が出撃して迎え撃とうとしたので、王凝はこれを止めようとしたが、王涓は聞き入れず出撃した。王凝は壮丁を集めて要害を分守し、城壁の上に防備を設けた。王涓は戦死し、反乱軍は勝利に乗じて宣州に来攻してきたが、王凝が防戦の準備を整えていたため、数カ月の包囲を耐え抜き、反乱軍を撤退させた。この年の夏、王凝は病床についた。8月、宣州で死去した。享年は58。吏部尚書の位を追贈された。諡は貞といった。後継となる男子はなく、弟の王洧の子の王鑣が後を嗣いだ。

## 伝記資料
- 『旧唐書』巻165 列伝第115
- 『新唐書』巻143 列伝第68